# Хрущ мармуровий
Хрущ мармуровий (Polyphylla fullo) — великий жук підродини хрущів. Темні надкрила вкриті світлими плямами, що надають жуку мармурового забарвлення. Личинка розвивається в ґрунті від 2 до 5 років, рослиноїдна. Поширений у Європі та Північній Африці. На півдні ареалу личинки завдають шкоди сільському господарству, підгризаючи корені культурних рослин, натомість на північних межах ареалу вид стає рідкісним, а тому охороняється.

## Опис
Тіло буро-чорне чи брунатне, кремезне, довжиною 2,5-4,5 см. На передньоспинці білі лусочки зібрані в поздовжні смуги. На надкрилах згори розташовані білуваті чи жовтуваті плями неправильної форми, через це забарвлення жука нагадує поверхню мармуру. Черевце вкрите густими сірими волосками.
Антени іржаво-брунатні, складаються з 10 члеників, 3-й членик подовжений. Булава антен у самця з 7 вигнутими лопатями, дуже велика, у самиці з 5, дрібніша.
Передні гомілки зі шпорою на внутрішньому боці, у самця мають 2 зубці, у самиці 3. Стегна задніх ніг у самиці майже в 2 рази ширші за такі самця та трохи коротші.

## Спосіб життя
Зустрічається на піщаних ґрунтах, які добре прогріваються, у заплавах річок, на лісових вирубках. Жуки трапляються все літо, здебільшого літають самці, зазвичай увечері. Вдень часто закопуються в ґрунт.

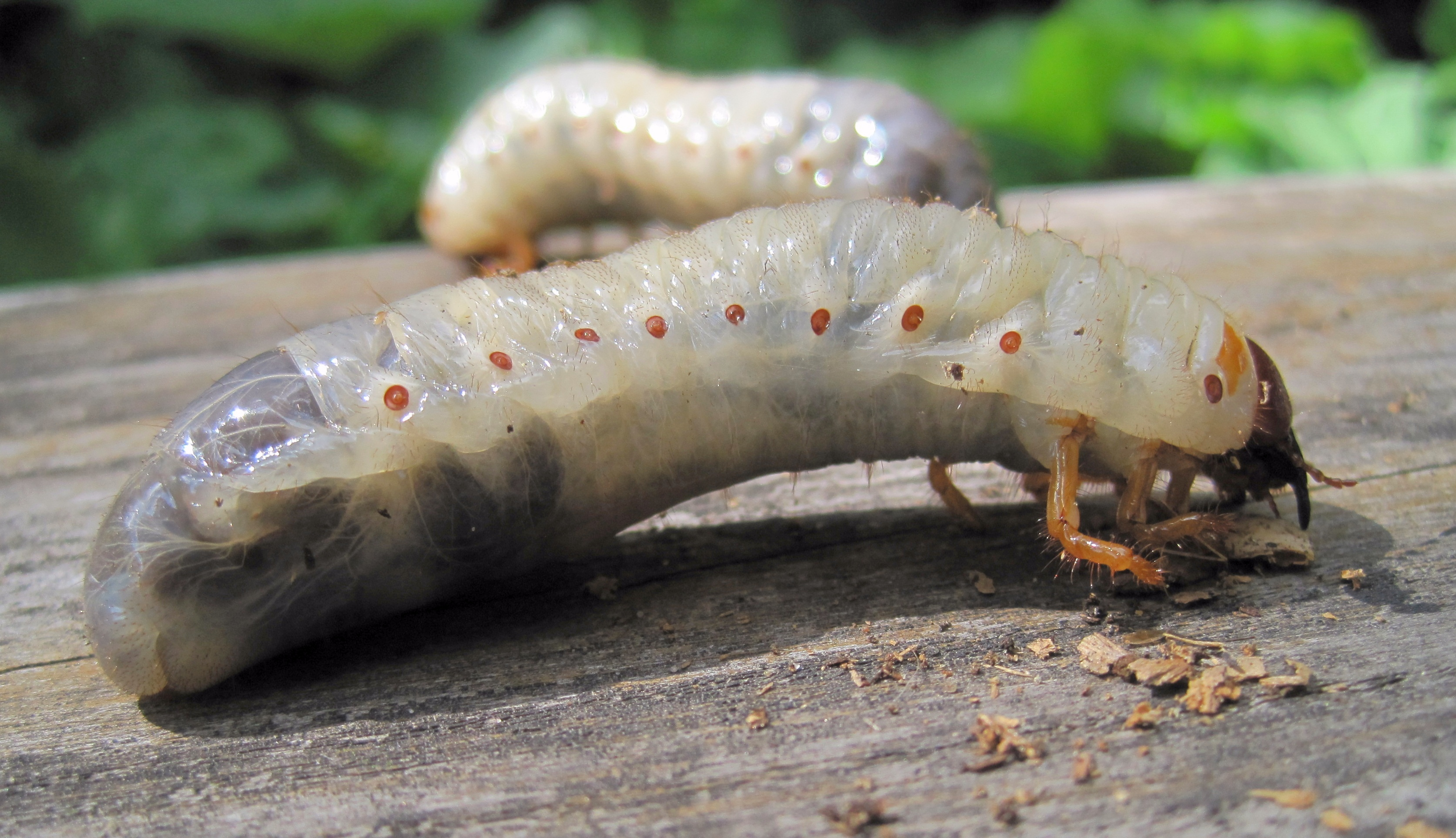
Личинка хруща мармурового

Самиця відкладає одну кладку розміром 25-40 яєць на глибину 10-20 см. Яйця білі, сферично-видовжені, приблизно 3 на 4 мм. З яєць з другої половини липня до кінця серпня виходять личинки, які розвиваються у ґрунті 4-5 років на півночі ареалу (Україна) чи 2-3 роки на півдні (Туреччина). Личинки білі, вигнуті, товсті, з 6 жовтими ногами та червоно-бурою головою. Останній членик черевця несе 2 коротких ряди шипиків. Досягають у довжину 7,5 см. Личинки живляться коренями дерев та кущів — сосни, буку, дуба, плодових порід, винограду тощо. Можуть перегризати корені до 5 см у товщину, живляться також і сухими коренями.
Жуки поїдають листя бука, тополі, робінії та інших дерев, хвоєю сосни, також можуть живитися листям винограду.
Зимують імаго, личинки 2-ї чи 3-ї стадії на глибині 0,5-1,5 м.

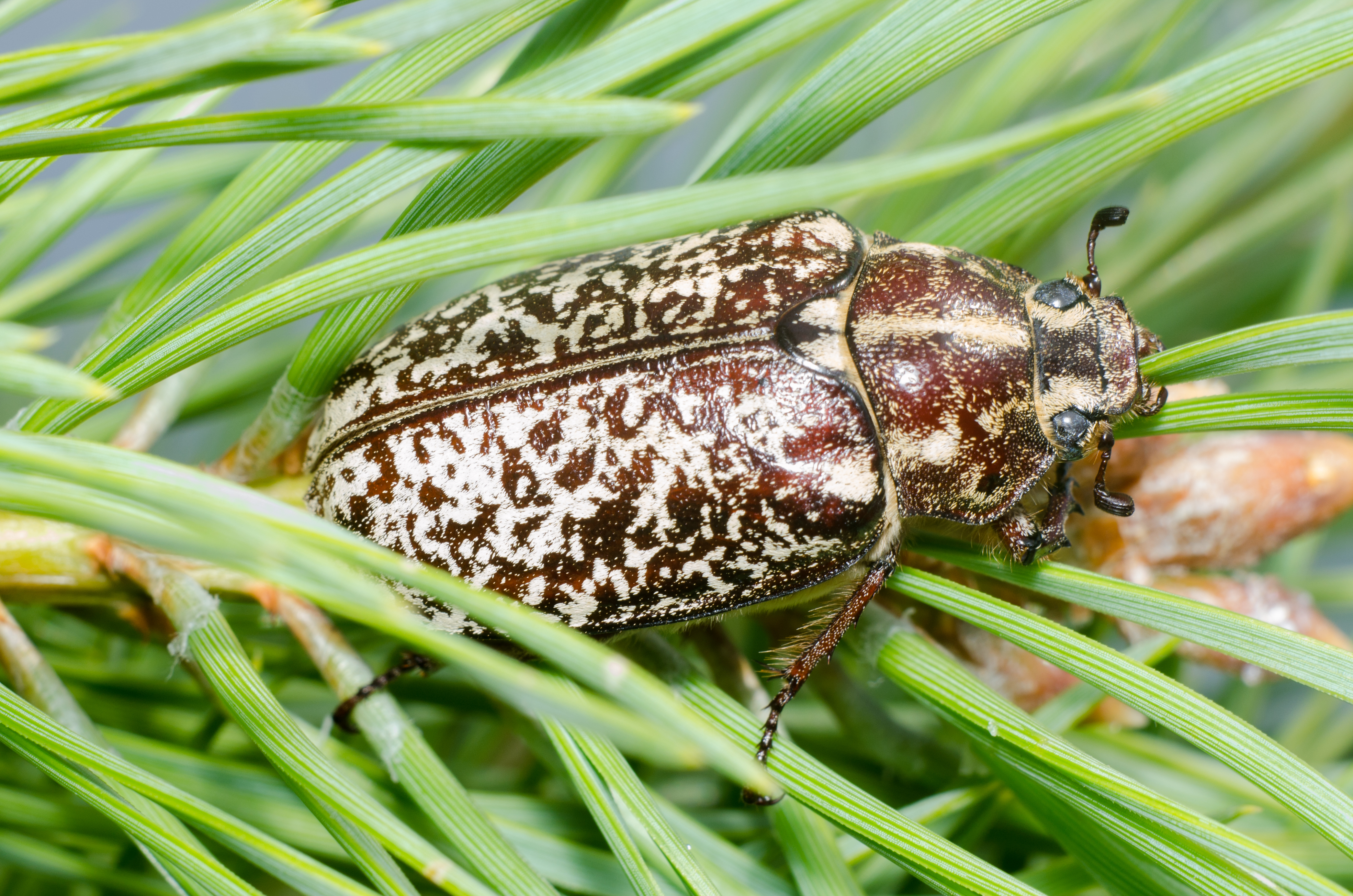
Самиця мармурового хруща, Міжрічинський регіональний ландшафтний парк, Україна

На личинках хруща мармурового паразитують декілька видів ос-сколій, зокрема Scolia quadripunctata і кольпа Клюге. Також серед паразитів личинок мармурового хруща мухи Sarcotachina subcilindria і Microphthalma disjuneta Wild. Личинок також поїдають дикі та свійські свині. Личинки є проміжним хазяїном для паразитичних скреблянок Macracanthorhynchus.
Якщо жука взяти в руки чи потурбувати іншим способом, то він тертям черевця по надкрилам видає характерний рипучий звук.

## Поширення та підвиди
Відомий з більшої частини південної та центральної Європи: від Португалії до України, європейської частини Росії та Туреччини. На півночі до Нідерландів, Данії та Литви. Також зустрічається на Близькому Сході та у Північній Африці.
В Україні поширений номінативний підвид по всій території.
Загалом виділяють 3 підвиди:
- Polyphylla fullo algirana Brenske, 1896
- Polyphylla fullo fullo
- Polyphylla fullo macrocera Reitter, 1891

## Хрущ мармуровий і людина
Хрущ мармуровий є одним з 14 видів жуків, які згадуються у творі «Природнича історія» давньоримського натураліста Плінія Старшого.
Личинка хруща пошкоджує корені винограду, особливо шкодить чубукам. Кількість личинок жуків у південних областях України може досягати 10-12 на квадратний метр, і вони здатні лише за одне літо повністю знищити молоді насадження винограду. На півдні Туреччини є серйозним шкідником полуниці, мигдалю, яблунь, слив, вишень, картоплі, газонних покрить тощо. У Центральній та Західній Європі роль хруща мармурового як шкідника сільгоспкультур порівняно з іншими видами хрущів станом на 2005 рік була незначною.
Для боротьби з личинками хрущів використовуються хімічні інсектициди, а також розробляються біологічні методи з застосуванням ентомопатогенних нематод Дослідження з хімічної боротьби з мармуровим хрущем проводив український ентомолог Зіновій Голов'янко. Також для ураження личинок були випробовані паразитичні ентомофторальні гриби.
Втім, у Башкортостані та Литві чисельність хруща мармурового невелика, він знаходиться на межі ареалу, тому шкоди не завдає, але включений до Червоної книги та до Червоного списку Литви у статусі рідкісного виду.

## Галерея

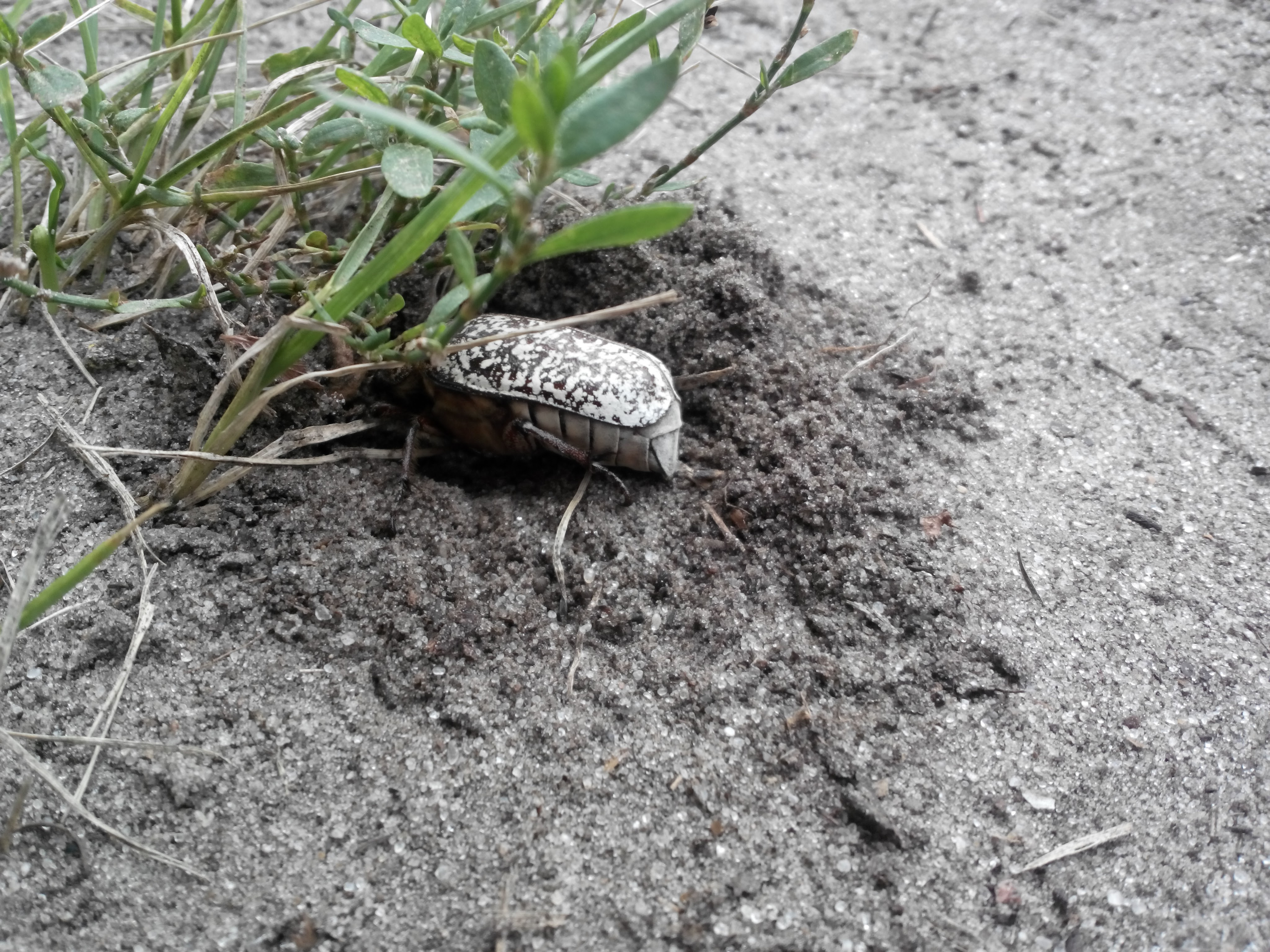
Хрущ мармуровий поблизу села Запсільське (Полтавщина). 2016 рік
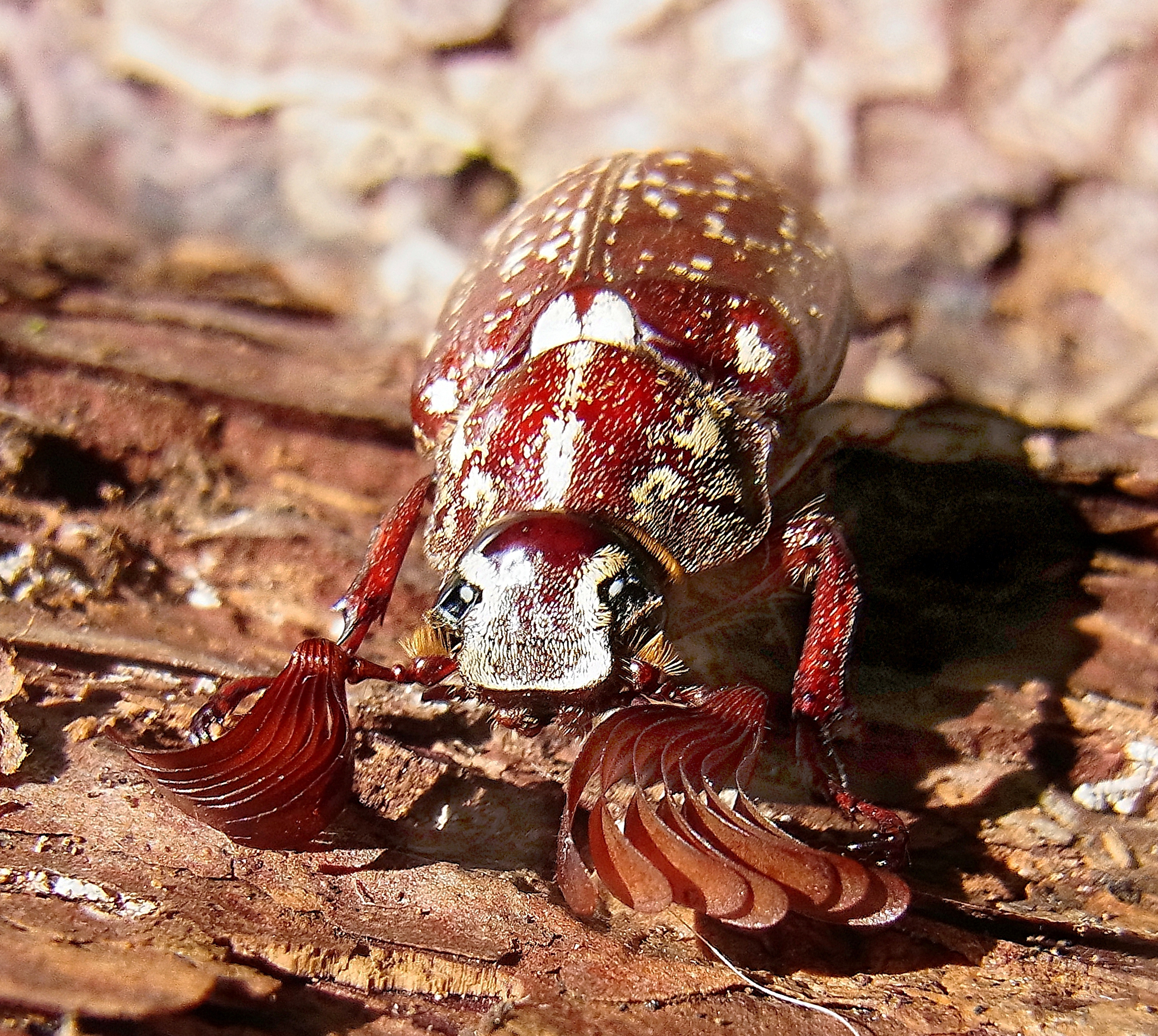
Самець хруща, Угорщина